# Leptotyphlops signatus
Leptotyphlops signatus este o specie de șerpi din genul Leptotyphlops, familia Leptotyphlopidae, descrisă de Jan 1861. Conform Catalogue of Life specia Leptotyphlops signatus nu are subspecii cunoscute.